# El diari de Bridget Jones
El diari de Bridget Jones (en anglès, Bridget Jones's Diary) és una novel·la redactada en format de diari personal escrita per la periodista britànica Helen Fielding l'any 1996, que va guanyar el premi British Book Award. En el llibre, que va tenir com a origen una columna escrita per l'autora al diari anglès The Independent, s'hi relaten les aventures i inseguretat de Bridget Jones: una dona d'uns trenta anys que segueix soltera a Londres a la dècada dels 90. Amb un humor àcid i irònic, el personatge expressa els seus pensaments i inquietuds sobre la seva carrera, família, vicis, autoestima, amics, i en concret, la seva vida amorosa. La novel·la es considera un dels màxims exponents del gènere literari anomenat chick-lit.
A aquest primer llibre, publicat a Catalunya l'any 1998 per Edicions 62, traduït per Ernest Riera Arbussà, el segueixen Bridget Jones perd el seny i Bridget Jones, boja per ell. De les dues primeres novel·les se'n van vendre més de 15 milions d'exemplars, que es van distribuir a 40 països.
Gràcies a l'èxit de les novel·les, se'n van fer dues versions cinematogràfiques en les quals Renée Zellweger, encarnava la Bridget Jones, acompanyada de dos actors del cinema britànic: Hugh Grant i Colin Firth. Les pel·lícules també van ser un èxit de taquilla a cinemes de tot el món.